# イサーク・テラーサス
イサーク・テラーサス・ガルシア（Isaac Terrazas García、1973年1月23日 - ）は、メキシコの元サッカー選手。元メキシコ代表。ポジションはディフェンダー。

## 来歴
1997年12月にFIFAコンフェデレーションズカップ1997でメキシコ代表デビュー。出場機会は無かったが1998 FIFAワールドカップのメンバーにも選ばれた。1999年には多くの試合に出場、コパ・アメリカでは3位となり、FIFAコンフェデレーションズカップでは優勝した。メキシコ代表で通算15試合に出場、2得点をあげた。

## 代表歴

### 出場大会
- メキシコ代表
  - 1998 FIFAワールドカップ

### 試合数
- 国際Aマッチ 15試合 2得点（1997年-1999年）[1]

| メキシコ代表 | 国際Aマッチ | 国際Aマッチ |
| 年           | 出場        | 得点        |
| ------------ | ----------- | ----------- |
| 1997         | 1           | 0           |
| 1998         | 4           | 0           |
| 1999         | 10          | 2           |
| 通算         | 15          | 2           |